# Claudio Saracini
Claudio Saracini, zwany Il Palusi (ur. 1 lipca 1586 w Sienie, zm. 20 września 1630 w Mirandoli) – włoski kompozytor.

## Życiorys
Nazywany był nobile senese, co wskazuje na jego pochodzenie z rodziny szlacheckiej. Na temat jego życiorysu i edukacji muzycznej nie zachowały się żadne informacje. Śpiewał i grał na lutni, podróżował też po Europie.
Uznawany jest za czołowego obok Sigismonda d’Indii twórcę monodii. Zachował się jego wydany w latach 1614–1624 w Wenecji zbiór Musiche w 6 księgach (księga IV zaginęła). Zawiera on ponad 120 utworów do tekstów w języku włoskim, główne kompozycji przekomponowanych o charakterze madrygału. Zastosowane w nich zostały nietypowe następstwa akordowe, fałszywe interwały, ostre dysonanse, zaburzające prawidła prowadzenia głosów i następstwa współbrzmień. Z tego powodu przez badaczy bywa oceniany skrajnie różnie – jako twórca awangardowy, lub przeciwnie, niedouczony dyletant. Ponieważ w drukach jego kompozycji błędy te można usunąć i przywrócić w ten sposób połączeniom akordowym prawidłowe brzmienie, przypuszczalne błędy mogły powstać przy zapisie tych utworów ze słuchu.